# Lista siturilor arheologice din județul Mehedinți - Ș
Lista siturilor arheologice din județul Mehedinți - Ș conține toate siturile arheologice din județul Mehedinți înscrise în Repertoriul Arheologic Național (RAN) și aflate în localități al căror nume începe cu litera Ș. RAN este administrat de Ministerul Culturii și Patrimoniului Național și cuprinde date științifice, cartografice, topografice, imagini și planuri, precum și orice alte informații privitoare la zonele cu potențial arheologic, studiate sau nu, încă existente sau dispărute.
Puteți căuta un sit din localitățile care încep cu litera Ș folosind formularul de mai jos sau puteți naviga prin toate siturile din județ la Lista siturilor arheologice din județul Mehedinți.
| Cod RAN                                   | Denumire | Localitate                | Adresă          | Datare                     | Descoperit | Coordonate | Imagine           | Erori            |
| ----------------------------------------- | --- | ------------------------- | --------------- | -------------------------- | ---------- | ---------- | ----------------- | ---------------- |
| 109835.01.01 (Cod LMI: MH-I-m-B-10103.04) | Situl arheologic de la Șimian - "Ostrovul Șimian" / ansamblu Așezare neolitică (Categorie: locuire civilă) (Tip: Așezare)     | sat Șimian, comuna Șimian | Ostrovul Șimian | Sălcuța                    |            |            | Încărcați imagine | Raportați eroare |
| 109835.01.02 (Cod LMI: MH-I-m-B-10103.03) | Situl arheologic de la Șimian - "Ostrovul Șimian" / ansamblu anonim (Categorie: locuire civilă) (Tip: Așezare)                | sat Șimian, comuna Șimian | Ostrovul Șimian | Coțofeni                   |            |            | Încărcați imagine | Raportați eroare |
| 109835.01.03 (Cod LMI: MH-I-m-B-10103.02) | Situl arheologic de la Șimian - "Ostrovul Șimian" / ansamblu Așezare hallstattiană (Categorie: locuire civilă) (Tip: Așezare) | sat Șimian, comuna Șimian | Ostrovul Șimian | sec. VIII a. Chr.          |            |            | Încărcați imagine | Raportați eroare |
| 109835.01.04 (Cod LMI: MH-I-m-B-10103.01) | Situl arheologic de la Șimian - "Ostrovul Șimian" / ansamblu anonim (Categorie: locuire civilă) (Tip: Așezare)                | sat Șimian, comuna Șimian | Ostrovul Șimian | geto-dacică sec. I a. Chr. |            |            | Încărcați imagine | Raportați eroare |
| 109835.02.01 (Cod LMI: MH-I-m-B-10104.02) | Situl arheologic din epoca romană de la Șimian / ansamblu Necropolă romană (Categorie: locuire) (Tip: Necropolă)              | sat Șimian, comuna Șimian |                 | sec. II - IV               |            |            | Încărcați imagine | Raportați eroare |
| 109835.02.02 (Cod LMI: MH-I-m-B-10104.01) | Situl arheologic din epoca romană de la Șimian / ansamblu Așezare romană (Categorie: locuire) (Tip: Așezare)                  | sat Șimian, comuna Șimian |                 | sec. II - IV               |            |            | Încărcați imagine | Raportați eroare |
| 109835.03.01                              | Cimitirul din epoca modernă de la Șimian / ansamblu anonim (Categorie: descoperire funerară) (Tip: Cimitir)                   | sat Șimian, comuna Șimian |                 | sec. XVIII                 |            |            | Încărcați imagine | Raportați eroare |